# 维夜蛾属
维夜蛾属（学名：Chalconyx）是夜蛾科下的一个属。

## 下属物种
本属包括以下物种：
- 维夜蛾 Chalconyx ypsilon